# È́
Cette page contient des caractères spéciaux ou non latins. S’ils s’affichent mal (▯, ?, etc.), consultez la page d’aide Unicode.
È́ (minuscule: è́), appelé E accent grave accent aigu, est un graphème utilisé dans l’écriture du kayah. Il s’agit de la lettre E diacritée d’un accent grave et d’un accent aigu.

## Représentations informatiques
Le E accent grave accent aigu peut être représenté avec les caractères Unicode suivants :
- composé et normalisé (supplément Latin-1, diacritiques)[1],[2] :

| formes    | représentations | chaînes de caractères | points de code | descriptions                                                   |
| --------- | --------------- | --------------------- | -------------- | -------------------------------------------------------------- |
| capitale  | È́               | È◌́                    | U+00C8 U+0301  | lettre majuscule latine e accent grave diacritique accent aigu |
| minuscule | è́               | è◌́                    | U+00E8 U+0301  | lettre minuscule latine e accent grave diacritique accent aigu |

- décomposé (latin de base, diacritiques) :

| formes    | représentations | chaînes de caractères | points de code       | descriptions                                                               |
| --------- | --------------- | --------------------- | -------------------- | -------------------------------------------------------------------------- |
| capitale  | È́               | E◌̀◌́                   | U+0045 U+0300 U+0301 | lettre majuscule latine e diacritique accent grave diacritique accent aigu |
| minuscule | è́               | e◌̀◌́                   | U+0065 U+0300 U+0301 | lettre minuscule latine e diacritique accent grave diacritique accent aigu |